# 스가노촌 (효고현 시카마군)
스가노촌(菅野村)은 효고현 시키사이군·시카마군에 존재했던 촌이다.. 현재의 히메지시 유메마에정 남서부, 스가노 중학교 구역에 해당한다.